# F-117夜鷹攻擊機

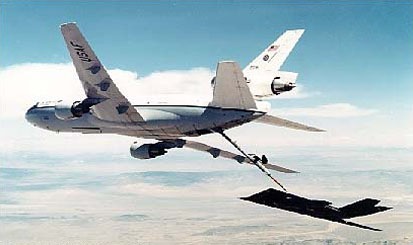
空中加油可以無限制延伸航程，因為外型風阻因素使F-117非常耗油。

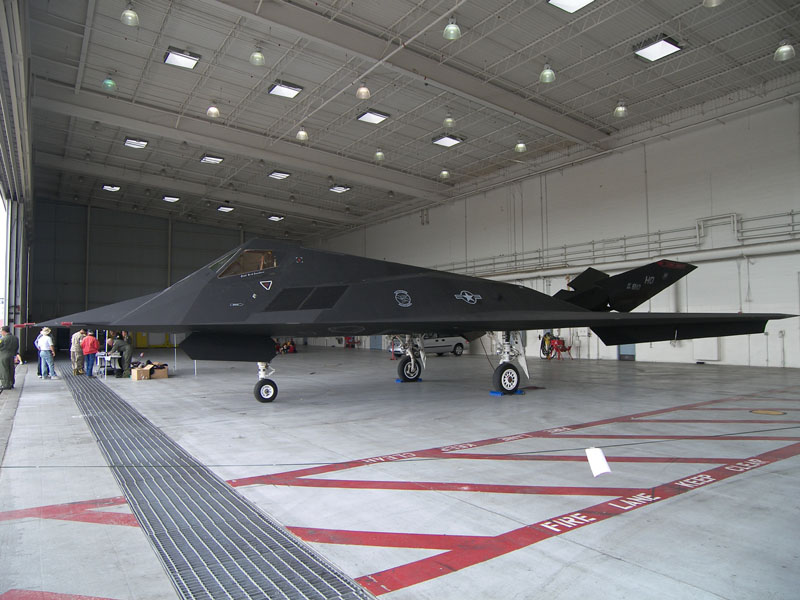
一架F-117停留在Miramar的航空站

F-117“夜鹰”（英語：F-117 Nighthawk）是美国空军的一种隐身攻击机，也是世界上第一款完全以隐形技术设计的飞机。F-117由洛克希德公司设计生产，它的原型技术直接来源于擁藍（Have Blue）计划。
F-117在1989年美國入侵巴拿馬時第一次投入實戰。在這次戰役中，兩架F-117對巴拿馬軍方的Río Hato基地發動突襲。然而，由於通信失誤，與計劃臨時被更動之原因，本次作戰並不十分成功。
F-117在1991年波斯灣战争时發揮了極大的作用。在大約1,300次任務，6,905個飛行小時之中，F-117成功摧毀了1,600個高價值目標，超過全部戰略目標的40%。雖然F-117在歷次空中攻擊任務中表現出其極為重要的價值，但由於軍費削減之原因，美國國防部於2006年決定在數年內將所有的F-117退出現役。2008年4月，F-117正式退出作戰序列，並於2008年8月進行了它的最後一次飛行。
2021年9月美軍重新啟用F-117進行空戰訓練，外界推測多與中國和俄羅斯日益增加的匿蹤戰機數量有關，讓F-117重新出馬擔任假想敵。 

## 历史

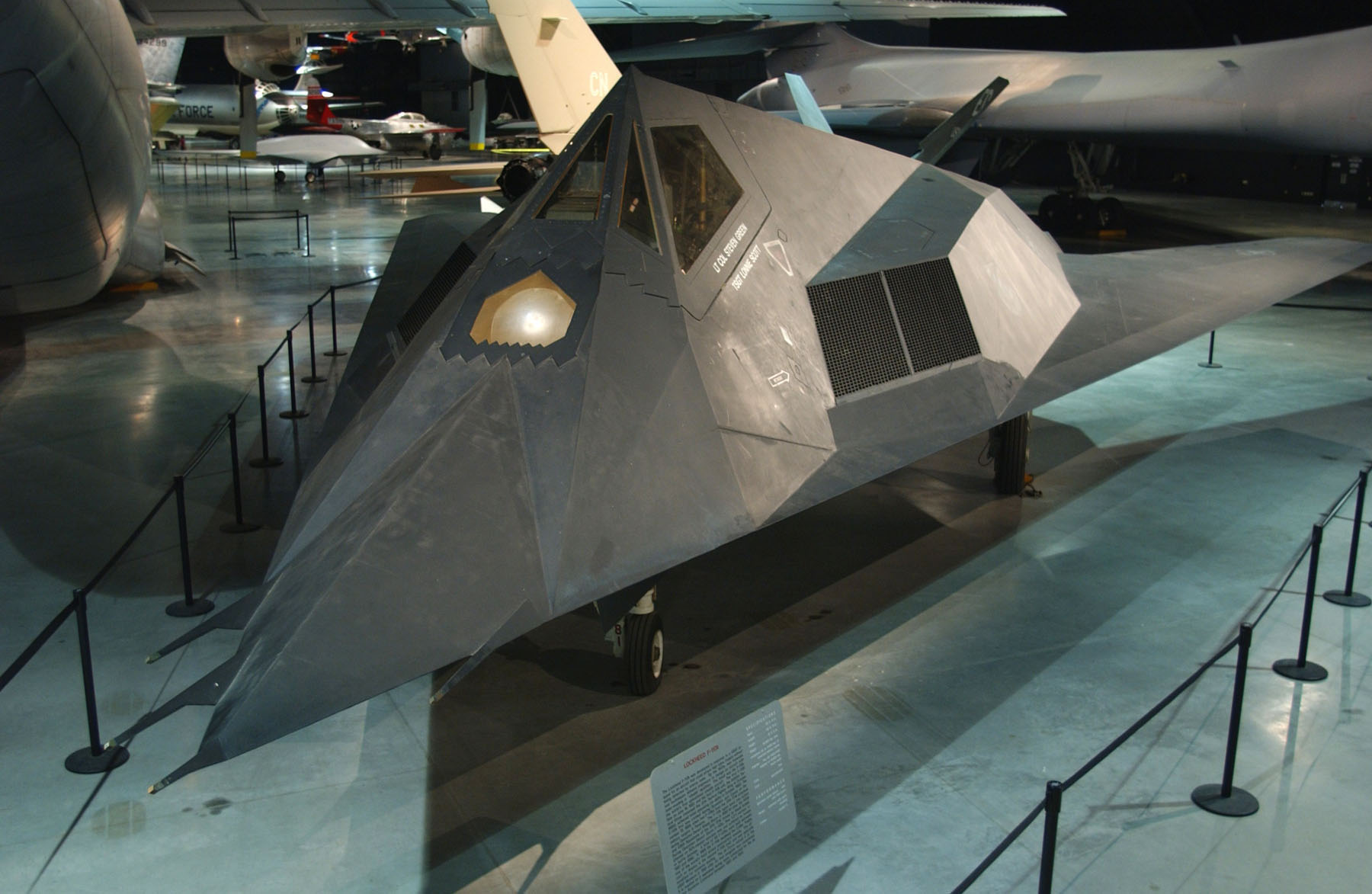
機頭正對目標時雷達截面最小

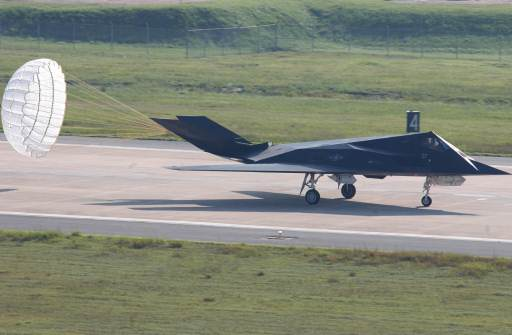
F-117正在着陆

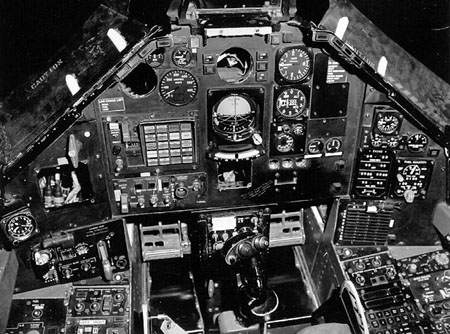
未升級前的座艙還是模拟儀表為主

1964年，苏联科学家彼得·乌菲莫切夫在《莫斯科学院无线电工程学报》上发表了一篇颇有创意的论文「物理繞射理论中的边缘波行为」。在这篇文章中，他提出，物体对雷达电磁波的反射强度和物体的尺寸大小无关，而和边缘布局有比例关系。乌菲莫切夫说明了如何计算飞机表面和边缘的雷达反射面。从他的理论可以得出一个结论，即使一个很大的飞机，仍然可以被设计成能够「隐身」的。然而，这样设计的飞机在空气动力特性上是不稳定的，而且，在1960年代，電腦科学还不够发达，还不能够帮助科学家计算并设计出既隐身又能实际飞行（如F-117、F-22猛禽、B-2幽灵和F-35闪电II）的戰機。到了1970年代，当洛克希德的分析师们回顾其他国家的科学文献时，发现了乌菲莫切夫的论文，这个时候，電腦和软件获得很大发展，研究隐形飞机的条件都已成熟。
F-117A立项于1973年，最终洛克希德先进发展计划（著名的「臭鼬工厂」，地处加利福尼亚伯班克）获得了合約。项目的负责人是班·里奇。F-117首飞于1977年，从計畫開始到首飞只花了31个月。第一架F-117A于1982年交货，于1983年10月进入可操作状态，最后一批于1990年夏天交货。在1988年之前，空军从未承认过该型号飞机的存在。1990年4月，空军在内华达州内利斯空军基地公开展出了一架，并吸引了数万观众。
F-117共生产了54架，其中36架在战备状态，其余则作为训练用机等。在計畫早期，即1984年到1992年年中，F-117机队的基地在内华达州的托诺帕试验场，隶属于第4450战术大队。1989年，第4450战术大队整编入第37战术战斗机联队，1992年时，整个F-117机队转至新墨西哥州的霍洛曼空军基地，并移交至第49战斗机联队，这样就省去了曾经由钥匙航空公司担当的将22,000人次从内利斯送到托诺帕的每月300趟航班。
正如美国空军所说，“俄亥俄州Wright-Patterson空军基地的航空系统中心使用现代化管理手段，结合了突破性的隐身技术和一体化的研究与制造技术，高效的完成了这架飞机。F-117A项目说明隐形飞机是可以被设计成可靠和可维护的。”这架飞机的维护状态和其他战术战斗机的一样复杂。F-117A由加利福尼亚McClellan空军基地的Sacramento空军后勤中心负责后勤维护，维护工作一直使用最前沿的技术，这项工作也是位于加州Palmdale美国空军42号工厂的武器系统改进项目的一部分。

### 擁藍計畫
1977年，洛克希德獲得關於低可偵測性飛機的合約，包括建造2架可實際飛行的原型機，一架用來評估飛行性能，另一架則是測試對於雷達信號的反應。此2架原型機名為擁藍（Have Blue）。為了節省時間與經費，擁藍採用2具無後燃器的通用動力General Electric J85噴射引擎、主輪移植自費柴爾德的A-10、線傳飛控系統則摘自F-16。
第一架原型機於數個月後便從臭鼬工廠製造出來，新飛機有著奇特的外形，完全沒有圓弧的表面，整個機體全部用平面構成。事實上，它跟F-117極為類似，外觀上較為明顯的不同是較F-117小、而且機體表面並沒有塗上可以吸收雷達波的特殊塗料。擁藍不能攜帶任何武器，很明顯的，它只是一架實驗用飛機。飛行測試十分成功，由於線傳飛控系統它飛得相當好，空中預警機與地對空飛彈陣地只能在極為靠近的距離偵測到它，既便被偵測到也無法進行鎖定攻擊。最終的測試得知擁藍在機首正對雷達波發射源時有最小的雷達反射面積。換言之擁藍將機首正對雷達波發射來源是最安全的方法。
兩架原型機（編號1001、1002）先後都因重落地還有發動機及液壓系統線路失火等2次意外而墜毀了，但擁藍已經證明了可以躲避敵方雷達的偵測，而且可以穩定飛行。由於擁藍的成功，促使了F-117的誕生。在2號機墜毀後，擁藍計畫即告終。

### 灰龍

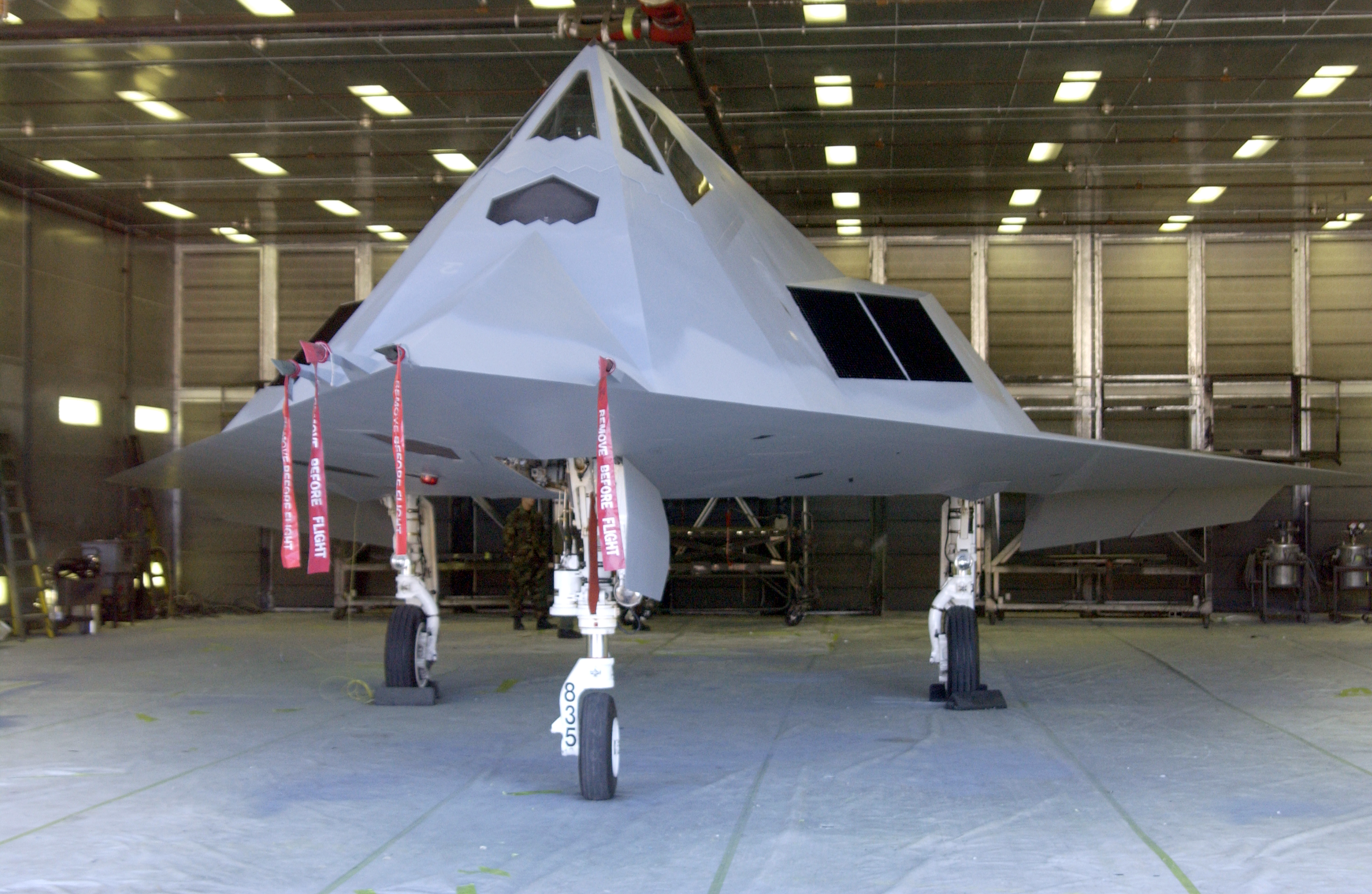
灰色塗裝的也被稱為「灰龍」

为了试验F-117在白天条件下的隐身效果，几架F-117曾经被染上灰色涂装。2003年12月時，編號85-0835的F-117以雙灰色塗裝對外公開，取代原先的黑色機身塗裝。這種新的塗裝是為了支援F-117日間戰場作戰需求與測試，同時評估為了全天候操作隐形戰機所需要的戰術和生存需求。這架飛機隨即獲得灰龍（Grey Dragon）的新暱稱，並且移交給駐紮於新墨西哥州Holloman空軍基地第53測試與評估大隊。且在2004年和2005年中，有几个中期改进计划涉及到F-117，其中包括一项航电系统升级计划。

### 命名
一名資深的研發團隊成員在歷史頻道的記錄片裡表示以F命名的军用航空器比較容易吸引頂尖一流的美国空军飛行員，以A或B來命名反而不具吸引力。
亦有观点认为，战斗机（Fighter）已不再是空战飞机的代名词。

## 設計配備
F-117有着与F-15C鹰式战斗机相似的尺寸，它是单座双引擎战机，由2具通用电气公司F404無後燃器型渦輪扇發動機提供動力，並配備四重線傳飛控系统。F-117可以接受空中加油。为了降低研发成本，F-117的电子设备，自动控制系统以及其它一些部分来源于F-16，F/A-18及F-15E等戰鬥機或是攻擊機，这些零部件以备件名义在预算上出现，以使工程保密。
为了达到隐形的目的，F-117牺牲了30%的引擎效率，并采用了一對高展弦比的機翼，然而，由於需要向两侧折射雷達波，夜鹰还采用了很高的後掠角的後掠翼。
F-117A有一套整合精密導引和攻擊系統的數位化飛航控制裝置。為了降低電磁波的發散和雷達截面積，夜鷹沒有配備雷達。導航系統主要由全球衛星定位系統（GPS）和高精確性的慣性導航裝置組成。自動任務規劃系統可以協調所有的攻擊任務，計畫出攻擊路線，並且自動執行，包含武器的釋放。目標可藉由紅外線熱影像儀確認，並利用雷射測量距離和標定雷射導引炸彈的目標。
夜鷹機身內的兩個武器艙提供了2,300公斤（5,000磅）的酬載能力。一般而言是攜帶成對的GBU-10、GBU-12或GBU-27雷射導引炸彈，也能攜掛2枚風偏修正彈藥散佈器（Wind-Corrected Munition Dispensers, WCMD）、2枚聯合直接攻擊彈藥或是藉由全球定位系統（GPS）和慣性導航系統導引的遠距遙攻炸彈。理論上，F-117A幾乎能攜帶任何美國空軍軍械庫內的武器，包含B-61戰術核子彈。少數的炸彈因為體積太大或是和系統不相容而無法攜帶。

## 實戰紀錄
F-117曾經參與過許多戰爭。第一次作戰紀錄是美國在1989年巴拿馬战争的戰爭。在這場戰爭中，兩枚由兩架夜鷹攜帶的炸彈，被投擲在雷哈托（Rio Hato）機場。在波斯灣戰爭戰爭中，夜鷹對伊拉克的軍事目標投擲大量的精靈炸彈，表現非常耀眼。在1999年的科索沃戰爭中，夜鹰参与了盟军力量行动。在2001年阿富汗戰爭中，夜鷹參與了持久自由行動。夜鷹也曾參與在2003年入侵伊拉克的行動。
在1991年的“沙漠风暴”行动期间，F-117A战斗机出击近1300次，在防空砲火中袭击了伊拉克1600个有价值的目标，竟无一架受损。美国和联军的其他飞机都没有攻击过巴格达市区，只有夜鹰在1991年1月19日白天执行“Q包裹”任务时攻击了巴格达市区的目标。自1992年转移到霍洛曼空军基地后，F-117A和第49战斗机联队飞行员多次飞往远东地区执行任务。在他们的第一次飞行中，F-117战机从霍洛曼空军基地 （页面存档备份，存于）直飞科威特，这次飞行用时大约18.5个小时——至今这仍是单座战斗机的最高纪录。
荷蘭《緊急起飛》（Scramble）雜誌報導2017年，美國空軍基於特殊作戰需求，至少部署了4架F-117在中東地區，這批F-117是以沙烏地阿拉伯，阿拉伯聯合大公國或卡達為臨時基地，其中有一架後來因為出現緊急狀況，在遠離基地處降落。報導指出，這4架戰機前往敘利亞或伊拉克執行轟炸任務。但此一消息未曾得到美國政府何一單位的證實。

### 战斗损失

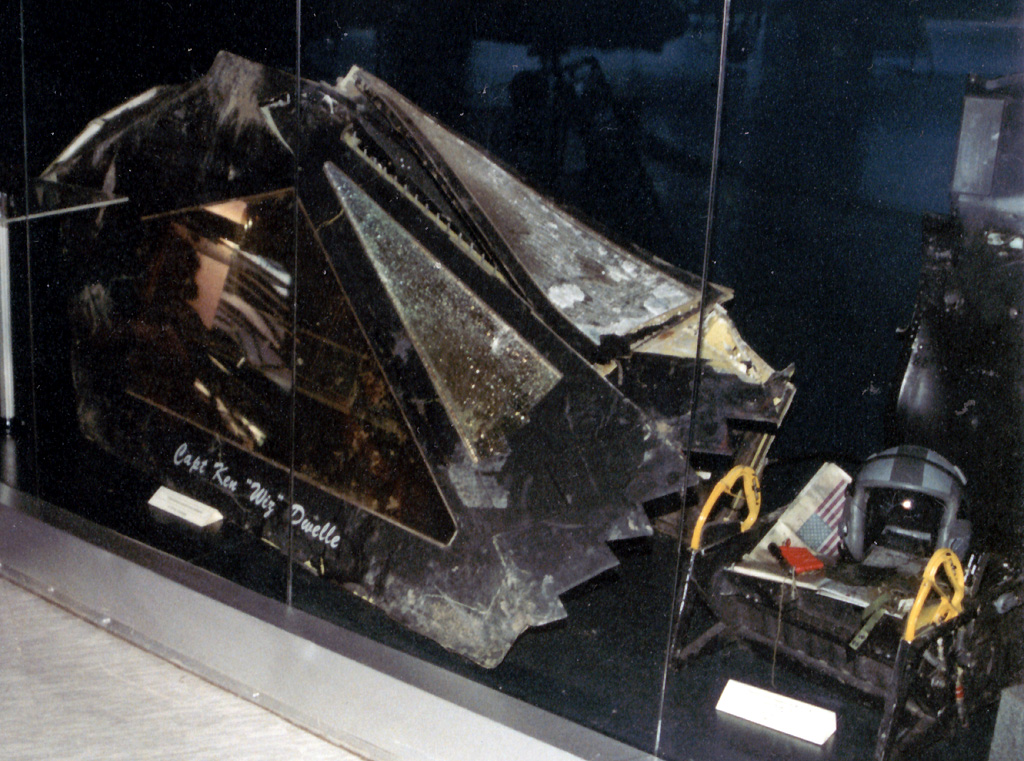
被擊落的F-117A部分殘骸（座艙罩）

有一架F-117被南斯拉夫联盟共和国军队摧毁。在1999年3月27日，科索沃战争期间，在丹尼·佐尔顿（匈牙利語：Dani Zoltán）上校的命令下，第250飞弹旅第三营，使用老式苏制S-125（北约称为SA-3藏原羚，有人译作“萨姆3”）击落了一架编号82-806的F-117A战机，根据北约指挥官韦斯利·克拉克所说，塞尔维亚空军发现当雷达在异常波段上工作时，能够侦测到F-117。这种情况下，F-117能够短时间显示在雷达屏幕上。被毁战机的驾驶员活了下来，之后被北约军队救回。由于有电视画面显示战机残骸周围有平民，F-117的残骸没有立刻炸毁。F-117于当地晚上9时被击落，坠毁于布吉诺维奇村（Buđanovci，位于贝尔格莱德以西偏北约50公里）附近，村消防队立即出动并通告了上级，晚10时南联盟夜间新闻即播报了此事；整晚美方未能确定其位置轰炸残骸；第二日天亮后开始逐渐有村民聚集并摄像。因为美国并没有能摧毁飞机残骸，所以今天人们仍然能够在贝尔格莱德尼古拉·特斯拉机场附近的航空博物馆中看到剩下的飞机残骸。
关于那架飞机上的飞行员的真实身份，许多方面做出了错误的判断。尽管机身的顶篷上印有“Capt Ken "Wiz" Dwelle”的字样，但Dwelle并不是当时的飞行员的名字，而飞行员的真实身份遲至2007年方正式公布，是Lt Col. Dale Zelko。
据报导，南联盟军队发射了若干枚SA-3导弹，其中有一枚在距离这架F-117A很近的地方引爆，迫使飞行员弹出逃生。Zoltán Dani上校在得知战争开始后的数小时内即带领第250飞弹旅第三营开始战术机动，并成功维持其导弹营完好无损，至战争结束。在离开原驻地30分钟后，原驻地即遭北约轰炸，Zoltán Dani上校一行在远处目睹了驻地被炸；后Zoltán Dani上校计算认为，其导弹营的搜索雷达每次开机时间不能超过20秒，否则即会被北约定位，因此在机动的大部分时间里保持无线电静默。期间仅通过部署一些观察员通过目视来寻找北约军队的战机（一开始并未特别关注F-117）的作战规律。基于观察总结的北约机轰炸规律，其导弹营在北约机轰炸贝尔格莱德的必经之路上设伏，根据观察和当晚贝尔格莱德被炸的时间报告，于间隙性短暂雷达搜索中，于晚上9时多云气象下，开机即发现了视距之外，水平距离13公里，高度8公里，远在云层之上，轰炸后正在返航的F-117，从而调整了导弹发射器，指引指令制导的SA-3飞行，并击落F 117。Zoltán Dani上校还声称他的炮兵部队又击落了一架F-16战斗机（北约方面则宣布该战机失事是由机械故障导致）。

## 退役

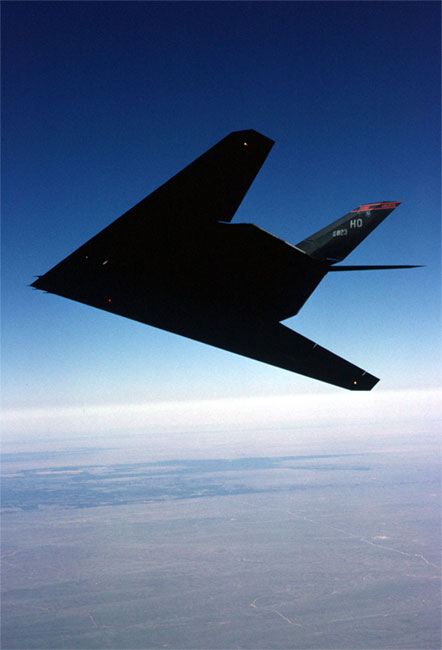
一架F-117夜鹰正飞过新墨西哥州的上空

尽管F-117在科索沃战争和伊拉克战争表现出的成功以及高的完成任务能力，但是他的设计使用的是70年代末的技术。虽然其隐身技术比除了B-2、F-22、F-35外的飞行器先进，但是维护工作的花費與人事成本太過高昂。另外，小平面隐身技术已经被更先进的技术取代。2005年12月28日的项目预算决定720（PBD 720），提议于2008年10月前将F-117全部退役，以將省下的預算用來购买更多的F-22A。PBD720要求10架在2007年退役，余下的42架在2008年退役，同时声明将由B-2、F-22和JASSM等同樣具有低探测，携带精确穿透力武器之能力的戰機取代。
于2006年末，美国空军已经关闭F-117的飞行员训练学校，并且宣布F-117的退役。最先退役的6架F-117于2007年3月12日在美国霍洛曼（Holloman）空军基地举行的纪念仪式上进行最后的飞行。第49战斗机大队的指挥官，David Goldfein准将在仪式上致詞说，"随着这些伟大的飞行器一次次升上天空，战机的生命又走到了一个轮回的终点－它们忠实地履行了保卫国家的职责，圆满的完成了任务，今天我们将它们送往最后的栖息地－一个它们非常熟悉的地方－它们第一个，也是唯一一个在Holloman基地之外的家。
与绝大多数空军飞机退役后都被送往Davis-Monthan空军基地不同，F-117战机将被送往军事试飞场托诺帕试验场（亦称做52区）。在那里它们的机翼将被拆卸，机身则存放在它们从前所在的机棚内。
第一架F-117现在被置于基座上在内华达州的内利斯空军基地展出，人们从基地外面的Nellis大楼上就能看到这架飞机。第二架当前在俄亥俄州的Wright-Patterson空军基地的空军博物馆中静态展出。

## 用户

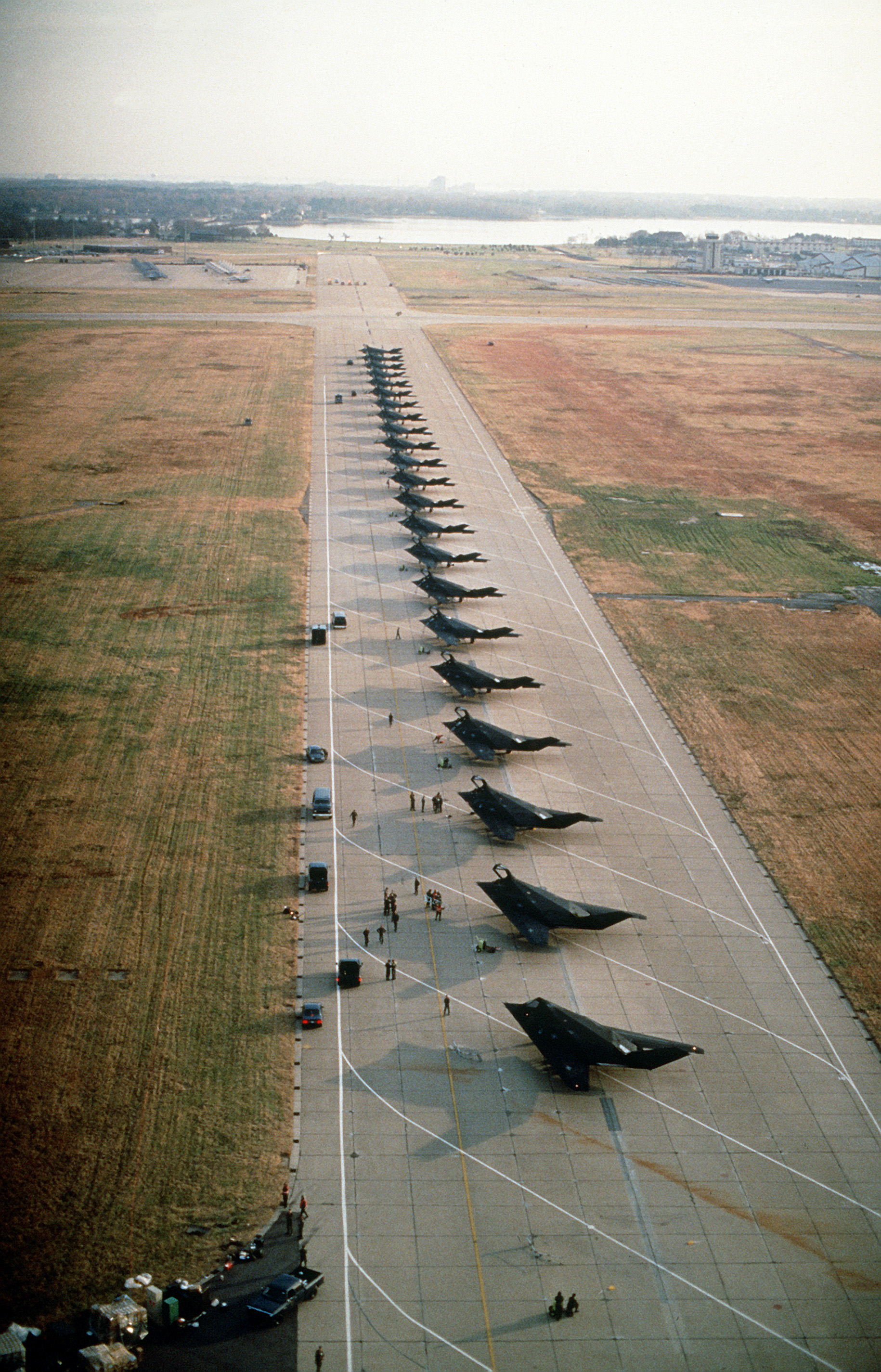
22架隶属于第37战术战斗机联队的F-117转场至兰利空军基地,即将部署至沙特阿拉伯参加沙漠盾牌行动

- 美国空军
  - 第4450战术大队（英语：4450th Tactical Group）–托诺帕试验场,内华达州
    - 第4450战术中队 (1981–1989)
    - 第4451战术中队 (1981–1989)
    - 第4453测试与评估中队 (1985–1989)

  - 第37战术战斗机联队（英语：37th Training Wing）–托诺帕试验场,内华达州
    - 第415战术战斗机中队（英语：415th Tactical Fighter Squadron）(1989–1992)
    - 第416战术战斗机中队（英语：416th Tactical Fighter Squadron） (1989–1992)
    - 第417战术战斗机训练中队（英语：417th Weapons Squadron） (1989–1992)

  - 第49联队（英语：49th Wing） – 霍洛曼空军基地,新墨西哥州
    - 第7战斗机中队（英语：7th Fighter Squadron） (1992–2006)
    - 第8战斗机中队（英语：8th Fighter Squadron） (1992–2008)
    - 第9战斗机中队（英语：9th Fighter Squadron） (1993–2008)

  - 第25测试联队（英语：412th Test Wing） – 爱德华兹空军基地,加利福尼亚州
    - 第410飞行测试中队（英语：410th Flight Test Squadron） (1993–2008)

数据来源: f117sfa.org

## 流行文化
- 在电视剧《X档案》以及《星际之门：SG-1》影集中F-117和B2轰炸机都被指责是使用了外星人科技制造出来的，这两架飞机的最初研发基地是在51区。
- 電視劇第四季中，安德森上尉偷取F-117將空軍一號擊墜。
- 美國特種部隊搭乘F-117連接波音747客機並潛入。
- GI Joe動畫玩具中有一架眼鏡蛇軍戰機Crimson Hydro是以F-117當構想略為修改後而成。
- 國家地理頻道突圍英雄路節目中，有一集採訪了當年遭南斯拉夫擊落的飛行員與救援小組。
- 電玩遊戲空戰奇兵系列中以F-117A的形式出現在遊戲中。
- 在动画《Macross Zero》中，統合軍曾於統合戰爭中使用F-117夜鷹戰鬥攻擊機[13]。
- 在遊戲《戰爭雷霆》中，F117A以戰鬥轟炸機類別加入美系科技樹

## 相关内容
相关开发
- 擁藍（Have Blue）
- Sea Shadow